# Auto-inducteur 2
 (novembre 2020).
L'auto-inducteur 2, ou AI-2, est une molécule de signalisation cellulaire intervenant dans la détection du quorum. C'est l'une des très rares biomolécules contenant du bore. L'AI-2 a été identifié pour la première fois chez la bactérie marine Vibrio harveyi (en) et est produite et reconnue par de nombreuses bactéries à Gram négatif et à Gram positif,. Il se forme par réaction d'acide borique avec du 1-désoxy-3-déshydro-D-ribulose, dérivant lui-même de la 4,5-dihydroxy-2,3-pentanedione (en), dérivant lui-même de la S-adénosylhomocystéine sous l'action d'une S-ribosylhomocystéine lyase (en).
AI-2 est absorbé par transport actif sur un transporteur ABC chez les Enterobacteriaceae et quelques autres taxons bactériens (Pasteurella, Photorhabdus, Haemophilus, Bacillus) puis est phosphorylé à l'intérieur des cellules par une auto-inducteur 2 kinase notée lsrK. Le phospho-AI-2 se lie ensuite à un répresseur de transcription, la protéine lsrR, qui s'en trouve libéré du promoteur/opérateur de l'opéron lsr, permettant la transcription des gènes de cet opéron. La signalisation par l'auto-inducteur 2 est également régulée par le glucose et l'AMPc/CRP à travers l'opéron lsr. En présence de glucose, un faible taux d'AMPc/CRP conduit à pratiquement aucune expression de l'opéron lsr (protéines lsrABCDFG). En l'absence de glucose, AMPc-CRP est nécessaire pour stimuler l'expression de lsr tandis que la protéine lsrR réprime cette expression en l'absence de phospho-AI-2. L'accumulation de ce dernier permet l'absorption d'un surcroît d'AI-2 par le complexe lsrABCD, AI-2 qui est ensuite posphorylé par lsrK et peut enfin lever la répression de l'opéron lsr, ce qui accroît encore davantage l'absorption d'AI-2.
Le fait que l'AI-2 soit un signal universel est discuté. Bien que le gène luxS de la S-ribosylhomocystéine lyase (en), enzyme clé de la formation d'AI-2, soit un gène largement répandu, l'AI-2 est avant tout un sous-produit du recyclage de la S-adénosyl-L-méthionine. L'utilisation certaine de l'AI-2 comme molécule de signalisation est en réalité limitée aux microorganismes dont on connaît des gènes de récepteurs d'AI-2. Par conséquent, bien que certaines bactéries répondent à l'auto-inducteur 2, il n'est pas certain que cette molécule soit toujours produite à des fins de signalisation.